# Муромцев, Алексей Михайлович
Алексе́й Миха́йлович Му́ромцев (23 февраля 1921, Подольск, Московская губерния, СССР — 12 июля 1987, Москва, Московская область, СССР) — советский учёный-океанолог, доктор географических наук (1960), профессор (1963), лауреат Государственной премии СССР.

## Биография
В 1940 году окончил Одесское мореходное училище, после чего служил в РККА; воевал на фронтах Великой Отечественной войны.
В 1947 году окончил МГУ, после чего устроился на работу в Государственный океанографический институт (ГОИН), дойдя в 1976 году до должности заместителя директора по научной работе. В 1965—1968 годах был координатором СССР по международной программе изучения района Куросио. В 1976—1987 годах работал во Всесоюзном НИИ рыбного хозяйства и океанографии (ВНИРО).
Умер в 1987 году. Похоронен на Ваганьковском кладбище.

## Научная деятельность
Организатор и руководитель океанографических экспедиций в Индийском, Тихом и Атлантическом океанах, по итогам которых были выпущены работы, посвящённые основным черты гидрологии этих океанов.
В 1951 году, исследовав закономерности гидрологического режима открытых пространств Мирового океана, провёл его районирование.
Автор способа обнаружения высокопродуктивных районов Мирового океана по цвету воды. Соавтор Морского атласа (т. 1-3, 1950-63), Атласа мира (1954, 1967), Физико-географич. атласа мира (1964) и Атласа океанов (т. 1-3, 1974-80; Госпремия СССР, 1980).
Некоторые работы:
- Опыт районирования Мирового океана. М., 1951;
- Основные черты гидрологии Тихого океана. М., 1958;
- Основные черты гидрологии Индийского океана. М., 1959;
- Основные черты гидрологии Атлантического океана. М., 1963.